# San José Earthquakes
Die San José Earthquakes sind ein Franchise der Profifußball-Liga Major League Soccer (MLS) aus San José, Kalifornien.
Die Earthquakes spielten zwischen 1996 und 2005 in der Major League Soccer und kehrten zur Saison 2008 in diese zurück. Bisher konnten sie zweimal den MLS Cup und zweimal den MLS Supporters’ Shield gewinnen.

## Geschichte

### Die Wurzeln der Earthquakes
Zwischen 1974 und 1988 existierte bereits ein Fußballklub mit dem Namen San José Earthquakes. 1974 wurde der Klub in die North American Soccer League (NASL) aufgenommen. Nach der Auflösung der Liga 1984 spielte die Mannschaft in der Western Soccer League (WSL) weiter. Vier Jahre später verkaufte der Besitzer Peter Bridgewater das Franchise. Sein Nachfolger führte das Team in den finanziellen Abgrund und das Franchise wurde am Saisonende aufgelöst.
Schon ein Jahr später nahmen die San Francisco Bay Blackhawks, die die Lizenz von den Earthquakes übernahmen, den Spielbetrieb in der WSL auf. Besitzer des Klubs war Dan van Voorhis. 1991 wurde der ehemalige Earthquakes-Spieler Laurie Calloway Trainer des Teams, in dem einige spätere Earthquakes-Spieler standen, unter anderem John Doyle und Eric Wynalda. Ein Jahr später führte ein Streit zwischen Calloway und Wynalda dazu, dass letzterer entlassen wurde. Kurze Zeit später wechselte Wynalda zum 1. FC Saarbrücken. 1993 wurde das Team aufgelöst.

### Major League Soccer (1996–2005)
1994 erhielt eine von Dan van Voorhis geführte Gruppe ein Franchise in der neu gegründeten Major League Soccer. Manager wurde Peter Bridgewater. Damit wurde die erste Verbindung zu den NASL-Earthquakes hergestellt. Obwohl Bridgewater noch die Rechte am Namen und dem Logo der alten Earthquakes besaß, wurde das MLS-Team San José Clash genannt. Bridgewater verpflichtete Laurie Calloway als Trainer. Einen Monat später holte er Eric Wynalda aus Deutschland zurück.
Die Clashs trugen das erste Spiel der MLS-Geschichte aus, bei diesem wurde D.C. United mit 1:0 geschlagen. Eric Wynalda erzielte das Tor des Tages. Schon kurze Zeit später kam es wieder zu Spannungen zwischen Wynalda und Calloway. Höhepunkt dieser Auseinandersetzung war ein von Eric Wynalda angeheuertes Flugzeug, welches ein Banner hinter sich herzog. Auf diesem Banner forderte Wynalda den Vorstand auf, Calloway zu feuern. John Doyle wurde zum besten Verteidiger der Liga gewählt.
Die Saison 1997 schlossen die Clashs mit der schlechtesten Bilanz aller MLS-Clubs ab. Viermal in Folge verpasste der Klub die Playoffs. Mehrere Trainer kamen und gingen, aber der Erfolg stellte sich nicht ein. Am 27. Oktober 1999 wurde die Umbenennung des Franchises in San José Earthquakes verkündet. Zur Saison 2001 verpflichtete der Klub den Kanadier Frank Yallop und lieh Landon Donovan von Bayer 04 Leverkusen aus. Die Earthquakes schafften die größte Verbesserung der MLS-Geschichte (von 29 auf 45 Punkte) und gewannen die Western Division. Nach Playoff-Erfolgen über die Columbus Crew und die Miami Fusion erreichte San José den MLS Cup. Gegner Los Angeles Galaxy wurde mit 2:1 nach Verlängerung besiegt und die Earthquakes feierten ihre erste Meisterschaft.
2002 und 2003 belegten die Earthquakes im Rennen um das MLS Supporters’ Shield jeweils den zweiten Platz. Während 2002 schon in der ersten Playoff-Runde Endstation war, kehrten die Earthquakes 2003 in den MLS Cup zurück. In der ersten Playoff-Runde hieß der Gegner Los Angeles Galaxy. Los Angeles gewann das Hinspiel mit 2:0 und führte im Rückspiel bereits mit 2:0. Doch die Earthquakes drehten das Spiel noch und zogen nach einem 5:2-Sieg ins Halbfinale ein. Das Spiel wird vielfach als das beste MLS-Spiel aller Zeiten bezeichnet. Im MLS Cup konnte sich San José mit 4:2 gegen Chicago Fire durchsetzen und feierte die zweite Meisterschaft der Vereinsgeschichte.
Nach der Saison verließ Trainer Yallop das Team und wurde Trainer der kanadischen Nationalmannschaft. Sein bisheriger Co-Trainer Dominic Kinnear wurde sein Nachfolger. Im Januar 2004 kamen Gerüchte auf, dass das Franchise an die Besitzer des mexikanischen Vereins Club América verkauft wird. Manager Johnny Moore trat zurück und wurde durch Alexi Lalas ersetzt. Unter der Führung von Lalas wurde ein Umzug nach Houston geplant. Sportlich erreichten die Earthquakes zwei weitere Male die Playoffs und gewannen 2005 das MLS Supporter’s Shield.

### Umzug nach Houston
Am 15. Dezember 2005 wurde der Umzug des Franchises nach Houston verkündet. Grund hierfür waren fehlgeschlagene Versuche, ein fußballspezifisches Stadion in San José zu bauen. MLS-Commissioner Don Garber erklärte, dass nur das Team umzieht – das Logo, der Vereinsname und die Statistiken aber in San José verbleiben. Damit sollte die Tür für eine mögliche Rückkehr offen bleiben. Das Team spielt seit 2006 als Houston Dynamo weiter und wird technisch als Expansionsteam betrachtet. Dieser Umzug ist mit dem Transfer der Cleveland Browns vergleichbar, dessen Team nun unter dem Namen Baltimore Ravens in der NFL spielt.

### Rückkehr in die MLS
Am 24. Mai 2006 schlossen die MLS und die Besitzer des Major-League-Baseball-Teams Oakland Athletics, Lewis Wolff und John Fischer, eine Vereinbarung, nachdem Wolff und Fischer eine dreijährige Option erhalten, ein neues Franchise in die MLS zu führen. Zu diesem Zweck wurde die Firma „Earthquakes Soccer, LLC“ gegründet. Im September 2006 wurde die Homepage der Earthquakes reaktiviert, nachdem die Seite neun Monate lang nur den Kondolenzbrief des MLS-Commissioners Don Garber zeigte. Am 18. Juli 2007 verkündete Garber, dass die Earthquakes zur Saison 2008 in die MLS zurückkehren werden.
In ihrer ersten Saison nach der Rückkehr erreichten die Earthquakes nur den siebten Platz in ihrer Conference. Damit konnten sie sich nicht für die Playoffs qualifizieren. Erst in der Saison 2010 wurden die Playoffs wieder erreicht. Die Earthquakes trafen im Conference Halbfinale auf die New York Red Bulls. Im ersten Spiel unterlagen die Kalifornier mit 1:0. Das Rückspiel in New York konnte mit 3:1 gewonnen werden. Im darauffolgenden Conference Finale, welches das Halbfinale der Playoffs darstellt, verlor die Mannschaft 1:0 gegen die Colorado Rapids. Chris Wondolowski wurde mit 18 Toren zum erfolgreichsten Torschützen der Regular Season. Dafür erhielt er den MLS Golden Boot.
2011 konnten die Playoffs nicht erreicht werden. In der Saison 2012 aber gewannen die Earthquakes den Supporter Shield als beste Mannschaft der Regular Season. Dadurch qualifizierte man sich für die CONCACAF Champions League 2013/14, wo man sich in der Gruppenphase durchsetzen konnte, aber im anschließenden Viertelfinale gegen Deportivo Toluca unterlag. In den MLS Playoffs schaffte es das Team aus San José bis ins Viertelfinale. Genauso auch im US Open Cup.
Nach nur drei Siegen in den ersten 15 Spielen der Saison 2013 wurde der langjährige Trainer Frank Yallop freigestellt. Für ihn übernahm der bisherige Assistenztrainer Mark Watson, erst als Interimslösung, später dann als bestätigter neuer Trainer. Unter Watson konnte die Mannschaft in dieser Saison sich deutlich steigern und verpasste nur auf aufgrund des schlechteren Torverhältnisses einen Platz in den Playoffs.
Kurz vor Ende der Saison 2014 wurde Mark Watson entlassen. Als neuer Trainer wurde Dominic Kinnear vorgestellt. Vorher übernahm Ian Russell als Interimstrainer.
Unter Kinnear schaffte es die Mannschaft in der Saison 2015 und 2016, sich nicht für die MLS Playoffs zu qualifizieren. Am 29. August 2016 wurde der langjährige General Manager des Franchises, John Doyle, entlassen. Präsident Dave Kaval begründete seine Entscheidung damit, dass dem Klub ein "frischer Wind" guttun würde. Übergangsweise übernahm der Technische Direktor Chris Leitch die Aufgaben von Doyle.
Am 5. Januar 2017 übernahm Jesse Fioranelli den Posten des General Managers bei den Earthquakes. Fioranelli arbeitete vorher beim AS Rom im Sportmanagement-Bereich. Fioranelli gab gleich zu Anfang bekannt, sich verstärkt den Themen Jugendentwicklung, internationalem Scouting und dem Image der San José Earthquakes widmen zu wollen. Des Weiteren gab er das Ziel für die Saison 2017 aus, nach 2012 wieder die Playoffs erreichen zu wollen.

## Farben und Wappen
Von 1995 bis 1999 beinhaltete das Logo von San Jose Clash einen Skorpion. Nach der Änderung des Namens im Jahr 2000 wurde auch das Wappen überarbeitet. Zentrales Element ist der Fußball, hinter dem die Sonne aufgeht. Diese aufgehende Sonne ist eine Anlehnung an das Stadtwappen von San Jose. Die drei Ecken des Wappens standen für die drei größten Städte der San Francisco Bay Area (San Jose, San Francisco und Oakland).
Anfang 2014 wurde ein neues Wappen vorgestellt. Die blau-schwarzen Streifen im Wappen sollen Erdbeben symbolisieren. Des Weiteren befindet sich nun die Zahl 1974 in dem Logo. Dieses geht auf die Earthquakes-Mannschaft aus der NASL zurück.

San Jose Earthquakes Logo (2000–2007)
San Jose Earthquakes Logo (2008–2013)
San Jose Earthquakes Logo (seit 2014)

## Stadion
- Earthquakes Stadium; San José, Kalifornien (seit 2015)
- Buck Shaw Stadium; Santa Clara, Kalifornien (2008–2014)
- Spartan Stadium; San José, Kalifornien (1996–2005)
- Negoesco Stadium; San Francisco, Kalifornien (2001) 1 Spiel im US Open Cup
- Oakland-Alameda County Coliseum; Oakland, Kalifornien (2008–2009, für Spiele mit großem Zuschauerinteresse)[5]
- Stanford Stadium; Stanford, Kalifornien (1998) 3 Spiele, (1999) 1 Spiel, (2011) 1 Spiel

Zwischen 1996 und 2005 spielten die Earthquakes im Spartan Stadium. Das Stadion befindet sich auf dem Campus der San José State University.
Bei der Rückkehr in die Liga spielte die Mannschaft zunächst im Buck Shaw Stadium. Dieses Stadion liegt auf dem Gelände der Santa Clara University in Santa Clara (Kalifornien).
Am 21. Oktober 2012 erfolgte der erste Spatenstich für ein neues Stadion in der Nähe des San José International Airport. Mit der Fertigstellung 2015 erfolgte der Umzug in das neue Earthquakes Stadium mit 18.000 Sitzplätzen. Ursprünglich sollte direkt neben dem Spartan Stadion ein neues Stadion mit 22.000 Sitzplätzen gebaut werden. Die San José State University sollte das Land bereitstellen, während Lewis Wolff und John Fischer die Baukosten finanzieren sollten. Die Pläne scheiterten im April 2007, nachdem sich die Earthquakes und die Universität nicht über die Verteilung der Erträge einigen konnten.

## Fans und Rivalen

### Fangruppierungen
Fangruppierungen der Earthquakes sind: 1906 Ultras, Casbah, Club Quake und Soccer Silicon Valley.

### Rivalen
Größter Rivale der Earthquakes ist Los Angeles Galaxy. Seit 1996 spielen die Mannschaften jede Saison das California Clasico aus. Der Sieger geht aus den direkten Duellen der beiden während der Regular Season hervor. Grund der Rivalität ist die geographische Nähe beider Teams und die generelle sportliche Feindschaft zwischen Sportmannschaften aus Süd- und Nordkalifornien.
Mit den CD Chivas USA bestand auch eine Rivalität, welche aber geringer ausfiel.
In den letzten Jahren ist auch eine Rivalität in Richtung Houston Dynamo gewachsen. Diese stützt sich darauf, dass die Earthquakes 2005 nach Houston umgezogen sind, und auf Äußerungen der Medien und Fans von Dynamo über die Earthquakes.
Die Mannschaft nimmt neben dem California Classico auch an einem anderen MLS Rivalry Cup teil. Beim Heritage Cup vergleichen sich die Mannschaften, welche Teamnamen haben, die schon in der NASL vorkamen. Die Earthquakes treffen hierbei auf die Seattle Sounders. Sieger ist der, der eine bessere Bilanz bei den gegenseitigen Duellen während einer Regular Season aufweisen kann.

## Organisation

### Eigentümer
Lew Wolff erhielt am 18. Juli 2007 die Option, die Earthquakes neuzugründen. Der Unternehmer und Besitzer der Firma Wolff Urban Development, LLC ist unter anderem auch Eigentümer verschiedener anderer Sportfranchises. Keith Wolff ist Präsident von Wolff Urban Development und gleichzeitig Miteigentümer der San José Earthquakes. Als Managing Director fungiert Michael Crowley und als Präsident Dave Kaval.

### Partnerschaften
Seit dem 9. Oktober 2008 existiert eine Partnerschaft mit dem englischen Premier League Klub Tottenham Hotspur. Diese konzentriert sich auf den Austausch von Spielern und eine gemeinsame sportliche und finanzielle Entwicklung.
Eine weitere Partnerschaft besteht mit dem United-Soccer-League-Franchise Sacramento Republic. Dieses bezieht sich auf eine Vereinbarung von MLS und USL, in der es um die Unterstützung von MLS-Klubs für USL-Klubs geht.

### Sponsoren
Das Marketingunternehmen Amway war bis 2011 Trikotsponsor der San José Earthquakes. Seitdem wurde kein neuer Sponsor vorgestellt.
Seit 2015 ist das US-amerikanische Kommunikationsunternehmen Avaya Namensgeber des neuen Stadions.

## Jugend und Entwicklung
Die Jugend- und Entwicklungsstruktur bei den San José Earthquakes wird als Earthquakes Academy bezeichnet und besteht aus fünf Stufen. Die oberste Stufe ist die Mannschaft, die in der Major League Soccer spielt. Darunter befindet sich die U-23-Mannschaft der Earthquakes, die in der USL Premier Development League unter dem Namen Burlingame Dragons FC spielt.
Die nächsten drei Stufen beinhalten die verschiedenen Jugendprogramme. Zum einen spielen die Mannschaften der Jahrgänge U-14, U-16 und U-18 in den Ligen der U.S. Soccer Development Academy. Parallel wurden 2014 Jugendmannschaften für die Altersstufen U-9 bis U-16 etabliert. Dieses wird als Earthquakes Pre-Academy bezeichnet. Hier hinzu kommt das Programm Earthquakes Elite Player Development, das sich an Kinder von 4 bis 11 Jahren richtet.

## Medien
Alle Spiele der Earthquakes sind über die lokalen Fernsehnetzwerke Comcast SportsNet California und Comcast SportsNet Bay Area zu empfangen. Ausgewählte Spiele können über die nationalen Fernsehsender ESPN2, Fox Soccer Channel und TeleFutura gesehen werden.
Über den Radiosender KDOW-AM, dessen Sendegebiet sich über die komplette San Francisco Bay Area erstreckt, können alle Spiele gehört werden. Zudem erscheint beim Sender KNBR 1050 AM jeden Freitag eine fünfminütige Zusammenfassung zu den Earthquakes.

## Spieler und Mitarbeiter

### Aktueller Profikader
Stand: 9. Dezember 2022
| Nr. |                    | Position | Name                   |
| --- | ------------------ | -------- | ---------------------- |
| 1   | Vereinigte Staaten | TW       | JT Marcinkowski (HGP)  |
| 3   | Frankreich         | AB       | Paul Marie             |
| 5   | Argentinien        | MF       | Eric Remedi            |
| 6   | Vereinigte Staaten | ST       | Shea Salinas           |
| 10  | Argentinien        | ST       | Cristian Espinoza (DP) |
| 11  | Vereinigte Staaten | ST       | Jeremy Ebobisse        |
| 12  | Vereinigte Staaten | TW       | Matt Bersano           |
| 13  | Brasilien          | AB       | Nathan (IP)            |
| 14  | Vereinigte Staaten | MF       | Jackson Yueill         |
| 15  | Vereinigte Staaten | AB       | Tanner Beason          |
| 16  | Vereinigte Staaten | MF       | Jack Skahan            |
| 17  | Slowakei           | MF       | Ján Greguš (DP)        |
| 18  | Ghana              | MF       | George Asomani         |
| 19  | Somalia            | ST       | Siad Haji              |
| 20  | Vereinigte Staaten | ST       | Will Richmond (HGP)    |
| 21  | El Salvador        | MF       | Gilbert Fuentes        |

| Nr. |                    | Position | Name                                                |
| --- | ------------------ | -------- | --------------------------------------------------- |
| 22  | Vereinigte Staaten | AB       | Tommy Thompson (HGP)                                |
| 23  | Schweden           | AB       | Oskar Agren                                         |
| 25  | Burkina Faso       | ST       | Ousseni Bouda (IP, GA)                              |
| 26  | Brasilien          | AB       | Rodrigues (ausgeliehen von Grêmio Porto Alegre, IP) |
| 28  | Vereinigte Staaten | ST       | Benjamin Kikanović                                  |
| 29  | Äquatorialguinea   | AB       | Carlos Akapo (IP)                                   |
| 30  | Vereinigte Staaten | MF       | Niko Tsakiris (HGP)                                 |
| 31  | Peru               | AB       | Miguel Trauco (IP)                                  |
| 35  | Kap Verde          | MF       | Jamiro Monteiro (IP, DP)                            |
| 41  | Vereinigte Staaten | TW       | Emmanuel Ochoa (HGP)                                |
| 44  | Vereinigte Staaten | ST       | Cade Cowell (HGP, U22)                              |
| 59  | Vereinigte Staaten | MF       | Cruz Medina (HGP)                                   |
| 77  | Vereinigte Staaten | AB       | Casey Walls (HGP)                                   |
| 93  | Brasilien          | MF       | Judson                                              |
| -   | Kanada             | MF       | Michael Baldisimo                                   |

### Bisherige Spieler
→ siehe Hauptartikel: Liste der Spieler der San José Earthquakes

### Aktueller Trainerstab
Stand: 10. Oktober 2018
- Jesse Fioranelli (General Manager of Soccer Operations)
- Chris Leitch (Technischer Direktor)
- Steve Ralston (Interimstrainer)
- Alex Covelo (Assistenztrainer)
- Jyri Nieminen (Torwarttrainer)

### Bisherige Trainer
- Laurie Calloway (1996–1997)
- Brian Quinn (1997–1999)
- Jorge Espinoza (1999; interim)
- Lothar Osiander (1999–2001)
- Frank Yallop (2001–2003)
- Dominic Kinnear (2004–2005)
- Frank Yallop (2008–2013)
- Mark Watson (2013–2014)
- Ian Russell (2014; interim)
- Dominic Kinnear (2014–2017)
- Chris Leitch (2014; interim)
- Mikael Stahre (2017–2018)
- Steve Ralston (2018; interim)

### Bisherige Manager
- Peter Bridgwater (1995–1998)
- Lynne Meterparel (1999–2000)
- Tom Neale (2001)
- Johnny Moore (2002–2004)
- Alexi Lalas (2004–2005)
- John Doyle (2008–2017)
- Jesse Fioranelli (2017–)

### Besitzer
- Major League Soccer (1996–1998)
- Kraft Group Sports (1999–2000)
- Silicon Valley Sports & Entertainment (2000–2002)
- Anschutz Entertainment Group (2002–2005)
- Earthquakes Soccer, LLC (2008–)

## Erfolge
- MLS Cup
  - Sieger (2): 2001, 2003

- MLS Supporters’ Shield
  - Sieger (2): 2005, 2012
  - Zweiter (2): 2002, 2003

- MLS Western Conference
  - Sieger (Regular Season) (3): 2003, 2005, 2012
  - Sieger (Playoff) (1): 2003

- weitere Erfolge
  - California Clasico (4): 1997, 2001, 2005, 2010
  - Carolina Challenge Cup (2): 2005, 2008
  - Heritage Cup (1): 2009

## Statistiken und Rekorde

### Saisonbilanz
| Saison               | Regular Season     | Play-offs             | Lamar Hunt U.S. Open Cup | CONCACAF Champions League |
| -------------------- | ------------------ | --------------------- | ------------------------ | ------------------------- |
| San Jose Clash       |                    |                       |                          |                           |
| 1996                 | 4. Platz (West)    | Viertelfinale         | nicht qualifiziert       | nicht qualifiziert        |
| 1997                 | 5. Platz (West)    | nicht qualifiziert    | Viertelfinale            | nicht qualifiziert        |
| 1998                 | 5. Platz (West)    | nicht qualifiziert    | Viertelfinale            | nicht qualifiziert        |
| 1999                 | 5. Platz (West)    | nicht qualifiziert    | nicht qualifiziert       | nicht qualifiziert        |
| San Jose Earthquakes |                    |                       |                          |                           |
| 2000                 | 4. Platz (West)    | nicht qualifiziert    | Viertelfinale            | nicht qualifiziert        |
| 2001                 | 2. Platz (West)    | Meister               | Viertelfinale            | nicht ausgetragen         |
| 2002                 | 2. Platz (West)    | Viertelfinale         | Viertelfinale            | Viertelfinale             |
| 2003                 | 1. Platz (West)    | Meister               | Achtelfinale             | Achtelfinale              |
| 2004                 | 4. Platz (West)    | Viertelfinale         | Halbfinale               | Viertelfinale             |
| 2005                 | 1. Platz (West)    | Viertelfinale         | Viertelfinale            | nicht qualifiziert        |
| 2006                 | nicht teilgenommen | nicht teilgenommen    | nicht teilgenommen       | nicht teilgenommen        |
| 2007                 | nicht teilgenommen | nicht teilgenommen    | nicht teilgenommen       | nicht teilgenommen        |
| 2008                 | 7. Platz (West)    | nicht qualifiziert    | 1. Qualifikationsrunde   | nicht qualifiziert        |
| 2009                 | 7. Platz (West)    | nicht qualifiziert    | 1. Qualifikationsrunde   | nicht qualifiziert        |
| 2010                 | 6. Platz (West)    | Halbfinale            | 2. Qualifikationsrunde   | nicht qualifiziert        |
| 2011                 | 7. Platz (West)    | nicht qualifiziert    | 3. Qualifikationsrunde   | nicht qualifiziert        |
| 2012                 | 1. Platz (West)    | Conference Halbfinale | Viertelfinale            | nicht qualifiziert        |
| 2013                 | 6. Platz (West)    | nicht qualifiziert    | 3. Runde                 | Viertelfinale (2013/14)   |
| 2014                 | 9. Platz (West)    | nicht qualifiziert    | Achtelfinale             | nicht qualifiziert        |
| 2015                 | 7. Platz (West)    | nicht qualifiziert    | Achtelfinale             | nicht qualifiziert        |
| 2016                 | 9. Platz (West)    | nicht qualifiziert    | 4. Runde                 | nicht qualifiziert        |
| 2017                 | 6. Platz (West)    | Knockout Round        | Halbfinale               | nicht qualifiziert        |
| 2018                 | 12. Platz (West)   | nicht qualifiziert    | 4. Runde                 | nicht qualifiziert        |
| 2019                 | 8. Platz (West)    | nicht qualifiziert    | Achtelfinale             | nicht qualifiziert        |
| 2020                 | 8. Platz (West)    | Knockout Round        | nicht gespielt           | nicht qualifiziert        |
| 2021                 | 10. Platz (West)   | nicht qualifiziert    | nicht gespielt           | nicht qualifiziert        |
| 2022                 | 14. Platz (West)   | nicht qualifiziert    | Achtelfinale             | nicht qualifiziert        |

1. ↑  Seit 2002 beginnt der Wettbewerb jeweils im Herbst des vorherigen Jahres. Bis 2008 unter dem Namen CONCACAF Champions' Cup.

### Rekorde
Stand: 25. Januar 2021 (Regular Season)
- Spiele:  Chris Wondolowski (369)
- Tore:  Chris Wondolowski (171)
- Vorlagen:  Ronald Cerritos (47)

### Besucherschnitt
Regular Season / Play-offs
- 1996: 17.232[17] / 17.209[14]
- 1997: 13.597[18] / nicht qualifiziert
- 1998: 13.653[19] / nicht qualifiziert
- 1999: 14.959[20] / nicht qualifiziert
- 2000: 12.460[21] / nicht qualifiziert
- 2001: 9.635[22] / 13.269[14]
- 2002: 11.150[23] / 8.069[14]
- 2003: 10.465[24] / 15.127[14]
- 2004: 13.001[25] / 8.659[14]
- 2005: 13.037[26] / 17.824[14]
- 2006: nicht teilgenommen
- 2007: nicht teilgenommen
- 2008: 13.713 / nicht qualifiziert
- 2009: 14.114 / nicht qualifiziert
- 2010: 9.659 / 10.525[14]
- 2011: 11.857 / nicht qualifiziert
- 2012: 13.293 / 10.744
- 2013: 12.765 / nicht qualifiziert
- 2014: 14.947 / nicht qualifiziert